# Johnny Marvin
Johnny Marvin (Oklahoma, Estados Unidos, 11 de julio de 1897-California, 10 de diciembre de 1944) fue un compositor de canciones estadounidense. Durante la Segunda Guerra Mundial se unió a la United Service Organizations donde entrenó a las tropas; contrajo la fiebre dengue y murió al poco tiempo.
Es recordado por haber compuesto la canción Dust que fue nominada al premio Óscar a la mejor canción original de 1938 y que aparecía en la película Under Western Stars; finalmente el premio lo ganó la canción Thanks for the memory incluida en la banda sonora de la película The Big Broadcast of 1938.

## Premios y distinciones
Premios Óscar
| Año  | Categoría              | Canción | Película            | Resultado |
| ---- | ---------------------- | ------- | ------------------- | --------- |
| 1939 | Mejor canción original | «Dust»  | Under Western Stars | Nominado  |